# Plavání na mistrovství Evropy v plaveckých sportech 1954
Závody v plavání na mistrovství Evropy v plaveckých sportech za rok 1954 proběhly v Turíně, Itálie ve dnech 31. srpna až 5. září 1954.

## Výsledky

### Individuální disciplíny
| Muži                | Zlato                    | Zlato   | Stříbro                   | Stříbro | Bronz                     | Bronz   |
| ------------------- | ------------------------ | ------- | ------------------------- | ------- | ------------------------- | ------- |
| 100 m volný způsob  | Imre Nyéki (HUN)         | 57,8    | Lev Balandin (URS)        | 58,2    | Géza Kádas (HUN)          | 58,3    |
| 400 m volný způsob  | György Csordás (HUN)     | 4:38,8  | Angelo Romani (ITA)       | 4:40,4  | Per-Olof Östrand (SWE)    | 4:40,9  |
| 1500 m volný způsob | György Csordás (HUN)     | 18:57,8 | György Schuszter (HUN)    | 19:05,6 | Vladimir Lavrynenko (URS) | 19:10,6 |
| 100 m znak          | Gilbert Bozon (FRA)      | 1:05,1  | László Magyar (HUN)       | 1:05,3  | John Brockway (GBR)       | 1:05,9  |
| 200 m motýlek       | György Tumpek (HUN)      | 2:32,2  | Zsolt Feyér (HUN)         | 2:35,1  | Vadym Martynčyk (URS)     | 2:36,3  |
| 200 m prsa          | Klaus Bodinger (GDR)     | 2:40,9  | Marek Petrusewicz (POL)   | 2:42,5  | Sándor Utassy (HUN)       | 2:43,4  |
| Ženy                | Zlato                    | Zlato   | Stříbro                   | Stříbro | Bronz                     | Bronz   |
| 100 m volný způsob  | Katalin Szőkeová (HUN)   | 1:05,8  | Judit Temesová (HUN)      | 1:06,7  | Geertje Wielemaová (NED)  | 1:07,3  |
| 400 m volný způsob  | Ágota Sebőová (HUN)      | 5:14,4  | Valéria Gyengeová (HUN)   | 5:16,3  | Eša Ligoriová (YUG)       | 5:18,7  |
| 100 m znak          | Geertje Wielemaová (NED) | 1:13,2  | Johanna de Korteová (NED) | 1:13,6  | Patricia Symonsová (GBR)  | 1:17.3  |
| 100 m motýlek       | Jutta Langenauová (GDR)  | 1:16,6  | Mária Littomeritzká (HUN) | 1:18,6  | Ursula Happeová (FRG)     | 1:18,9  |
| 200 m prsa          | Ursula Happeová (FRG)    | 2:54,9  | Jytte Hansenová (DEN)     | 2:55,0  | Klára Killermannová (HUN) | 2:55,8  |

### Štafety
| Muži                 | Zlato | Zlato  | Stříbro | Stříbro | Bronz | Bronz  |
| -------------------- | --- | ------ | --- | ------- | --- | ------ |
| 4×200 m volný způsob | Maďarská lidová republika (HUN) (László Till, Zoltán Dömötör, Géza Kádas, Imre Nyéki, (r)Sándor Záborszky, (r)György Csordás)                      | 8:47,8 | Francie (FRA) (Guy Montserret, Gilbert Bozon, Jean Boiteux, Aldo Eminente)                                              | 8:54,1  | Sovětský svaz (URS) (Nikolaj Suchorukov, Vjačeslav Kurennoj, Jurij Abovjan, Lev Balandin)                              | 8:55,9 |
| Ženy                 | Zlato | Zlato  | Stříbro | Stříbro | Bronz | Bronz  |
| 4×100 m volný způsob | Maďarská lidová republika (HUN) (Valéria Gyengeová, Ágota Sebőová, Judit Temesová, Katalin Szőkeová, (r)Magda Gyergyáková, (r)Mária Littomeritzká) | 4:30,6 | Nizozemsko (NED) (Loes Zandvlietová, Johanna de Korteová, Hetty Balkenendeová, Geertje Wielemaová, (r)Greetje Kraanová) | 4:33,2  | Západní Německo (FRG) (Kati Jansenová, Gisela von Netzová, Birgit Klompová, Elisabeth Rechlinová, (r)Ingrid Künzelová) | 4:37,2 |

## Medailová bilance
V plavání se rozdělilo celkem 13 sad medailí.
| Pořadí | Stát                            |       | Muži    | Muži  | Muži  |         | Ženy  | Ženy  | Ženy    |       | Muži + Ženy | Muži + Ženy | Muži + Ženy | Celkem |
| Pořadí | Stát                            | Zlato | Stříbro | Bronz | Zlato | Stříbro | Bronz | Zlato | Stříbro | Bronz |             |             |             | Celkem |
| ------ | ------------------------------- | ----- | ------- | ----- | ----- | ------- | ----- | ----- | ------- | ----- | ----------- | ----------- | ----------- | ------ |
| 1.     | Maďarská lidová republika (HUN) |       | 5       | 3     | 2     |         | 3     | 3     | 1       |       | 8           | 6           | 3           | 17     |
| 2.     | Východní Německo (GDR)          |       | 1       | 0     | 0     |         | 1     | 0     | 0       |       | 2           | 0           | 0           | 2      |
| 3.     | Nizozemsko (NED)                |       | 0       | 0     | 0     |         | 1     | 2     | 1       |       | 1           | 2           | 1           | 4      |
| 4.     | Francie (FRA)                   |       | 1       | 1     | 0     |         | 0     | 0     | 0       |       | 1           | 1           | 0           | 2      |
| 5.     | Západní Německo (FRG)           |       | 0       | 0     | 0     |         | 1     | 0     | 2       |       | 1           | 0           | 2           | 3      |
| 6.     | Sovětský svaz (URS)             |       | 0       | 1     | 3     |         | 0     | 0     | 0       |       | 0           | 1           | 3           | 4      |
| 7.     | Dánsko (DEN)                    |       | 0       | 0     | 0     |         | 0     | 1     | 0       |       | 0           | 1           | 0           | 1      |
| 7.     | Itálie (ITA)                    |       | 0       | 1     | 0     |         | 0     | 0     | 0       |       | 0           | 1           | 0           | 1      |
| 7.     | Polsko (POL)                    |       | 0       | 1     | 0     |         | 0     | 0     | 0       |       | 0           | 1           | 0           | 1      |
| 10.    | Spojené království (GBR)        |       | 0       | 0     | 1     |         | 0     | 0     | 1       |       | 0           | 0           | 2           | 2      |
| 11.    | Švédsko (SWE)                   |       | 0       | 0     | 1     |         | 0     | 0     | 0       |       | 0           | 0           | 1           | 1      |
| 11.    | Jugoslávie (YUG)                |       | 0       | 0     | 0     |         | 0     | 0     | 1       |       | 0           | 0           | 1           | 1      |
| Celkem | Celkem                          |       | 7       | 7     | 7     |         | 6     | 6     | 6       |       | 13          | 13          | 13          | 39     |